# Східногімалайські альпійські чагарники та луки
Східногімалайські альпійські чагарники та луки - екорегіон в Бутані, Китаї, Індії, М'янмі і Непал, який лежить між лінією дерев і сніговою лінією в східній частині Гімалайського хребта.
Східногімалайські альпійські чагарники та луки займають площу 121 300 км² і простягаються вздовж північного та південного схилу Гімалайського хребта від ущелини Калі Гандакі у центральній частині Непалу на схід до Тибету, індійських штатів Сіккім і Аруначал-Прадеш, Бутану і північної М'янми.
Східногімалайські альпійські чагарники та луки лежать приблизно між 4000 і 5500 метрами над рівнем моря. На висоті понад 5500 м над рівнем моря знаходяться гірські льодовики. Східногімалайські субальпійські хвойні ліси розташовані на висоті нижче 3000 метрів на південних схилах гір в центральному Непалі і Бутані. Субальпійські хвойні ліси Північно-Східних Гімалаїв лежать на південь від хребта в Аруначал-Прадеші, простягаючись на північ від хребта в нижній долині річки Брахмапутра та її притоків. Екорегіон Помірні ліси Північного Трикутника розташований на південь від регіону альпійських луків і чагарників у північній частині М'янми, а екорегіон альпійських хвойних та мішаних лісів ущелин Нуцзяну та Ланьцанцзяну розташований на сході, в ущелинах у верхів'ях річок Іраваді і Салуїн.
Екорегіон сухого степу Ярлунг-Цангпо розташований в Тибеті у верхів'ях Брахмапутри, на північ від східногімалайських альпійських луків і чагарників.

## Флора
Чагарникова рослинність представлена рододендронами, які переважають на низьких висотах, близьких до верхньої межі лісу. Видове різноманіття рододендронів досить широке і змінюється з заходу на схід.
На альпійських луках зустрічаються різноманітні трав'янисті рослини, зокрема види таких родів: приворотень (Alchemilla), переломник (Androsace), анемона (Anemone), діапензія (Diapensia), Крупка (Draba), тирлич (Gentiana), розрив-трава (Impatiens), Білотка (Leontopodium), меконопсис (Meconopsis), шолудивник (Pedicularis), перстач (Potentilla), первоцвіт (Primula), гіркий корінь (Saussurea), ломикамінь (Saxifraga), очиток (Sedum), і фіалка (Viola). Восени і навесні альпійські луки покриті яскравими квітами.
На верхніх схилах серед валунів і осипів ростуть невисокі трави і подушкоподібні рослини.

## Фауна
До великих тварин екорегіону належать наступні види ссавців: ірбіс (Uncia uncia), нахур блакитний (Pseudois nayaur), тар гімалайський (Hemitragus jemlahicus), такін (Budorcas taxicolor), кабарга рудочерева (Moschus chrysogaster), горал гімалайський (Naemorhedus baileyi) і козоріг гімалайський (Capricornis thar). З дрібних ссавців зустрічаються гімалайський бабак (Marmota himalayana), ласиці і пискухи.

## Охорона природи
Деякі заповідні зони повністю або частково знаходяться в межах екорегіону, зокрема:
- Долина Квітів (національний парк, Індія)
- Аннапурна (заповідник, Непал)
- Бумделінг (заповідник, Бутан)
- Діханг-Дібанг[en] (заповідник, Індія)
- Дунцзю (заповідник, Китай)
- Джігме Сінг'є Вангчук[en] (національний парк, Бутан)
- Джігме Дорджі[en] (національний парк, Бутан)
- Лангтанг (національний парк, Непал)
- Макалу-Барун (національний парк, Непал)
- Мотуо (заповідник, Китай)
- Сактен[en] (заповідник, Китай)
- Саґарматга (національний парк, Непал)
- Пхрумсенгла[en] (національний парк, Бутан)
- Торса[en] (заповідник, Бутан)
- Валонг (національний парк, Індія)
- Нанда-Деві (національний парк, Індія)

## Примітка
1. ↑  
Hoekstra, J. M.; Molnar, J. L.; Jennings, M.; Revenga, C.; Spalding, M. D.; Boucher, T. M.; Robertson, J. C.; Heibel, T. J.; Ellison, K. (2010). Molnar, J. L. (ред.). The Atlas of Global Conservation: Changes, Challenges, and Opportunities to Make a Difference. University of California Press. ISBN 978-0-520-26256-0.